# Reiji Nagakawa
Reiji Nagakawa (永川　玲二 Nagakawa Reiji?) (Yonago, 1928 – Tokio, 22 de abril de 2000) fue un traductor, escritor y erudito japonés. Vivió gran parte de su vida en Sevilla, donde fundó, junto a Francisco García Tortosa (traductor de James Joyce al castellano) el área de japonés en el Instituto de Idiomas de la Universidad Hispalense.

## Biografía
Durante la Segunda Guerra Mundial sirvió al Ejército Imperial Japonés. Con 13 años, fue obligado a estudiar ruso, aficionándose así a la literatura. Durante su época de estudiante, fue compañero del premio Nobel japonés Kenzaburō Ōe. En 1945 estuvo a punto de convertirse en piloto kamikaze, pero la guerra terminó antes de que él ingresara en la academia militar. No obstante, su familia vivió de cerca los efectos de la bomba atómica de Hiroshima.
Terminada la guerra, se convirtió al pacifismo y criticó los nacionalismos extremos. Dentro del ámbito académico japonés se le impuso el mote de "el Cristo coreano" por su defensa de estos. Su postura política le hizo renunciar a una cátedra en Literatura Inglesa en la Universidad Nacional de Tokio.
A finales de los años sesenta emigró a Inglaterra, donde fue profesor durante una temporada en la Universidad de Cambridge. Poco después viajaría a España, quedándose definitivamente en la ciudad de Sevilla. Allí conoció a numerosos profesores y artistas sevillanos como Fernando Rodríguez-Izquierdo Gávala, Francisco García Tortosa, José María Cabeza Laínez o Pablo del Barco. Entre 1988 y 1992 se convirtió en el primer profesor de japonés de la Universidad Hispalense.
Entre sus traducciones, están la versión japonesa del Ulises de James Joyce junto a Maruya Saiichi y Takamatsu Yuuichi, y de las obras de William Shakespeare, John Dos Passos y Vidiadhar Surajprasad Naipaul. Es también autor de Kotoba no Seijigaku ("Las políticas de la lengua", 1979) y Andalucia Fudoki ("Historia antigua de Andalucía", 1999). Colaboró también en los filmes Madre in Japan y El museo japonés.
En 1999 decidió volver a Japón, donde fue invitado por la Universidad de Kitakyushu. Enfermó durante un viaje a Corea, y posteriormente le sorprendió un infarto cerebral, muriendo el 22 de abril de 2000.
- Datos: Q7310128

Referencias:
http://elpais.com/diario/2000/05/01/agenda/957132001_850215.html